# Auriol (police de caractères)
Pour les articles homonymes, voir Auriol.
Fortement inspirée par l'Art nouveau, Auriol est une police de caractères à empattement triangulaire au pinceau, à effet pochoir, conçue par George Auriol en 1901 pour la fonderie G. Peignot & Fils,.

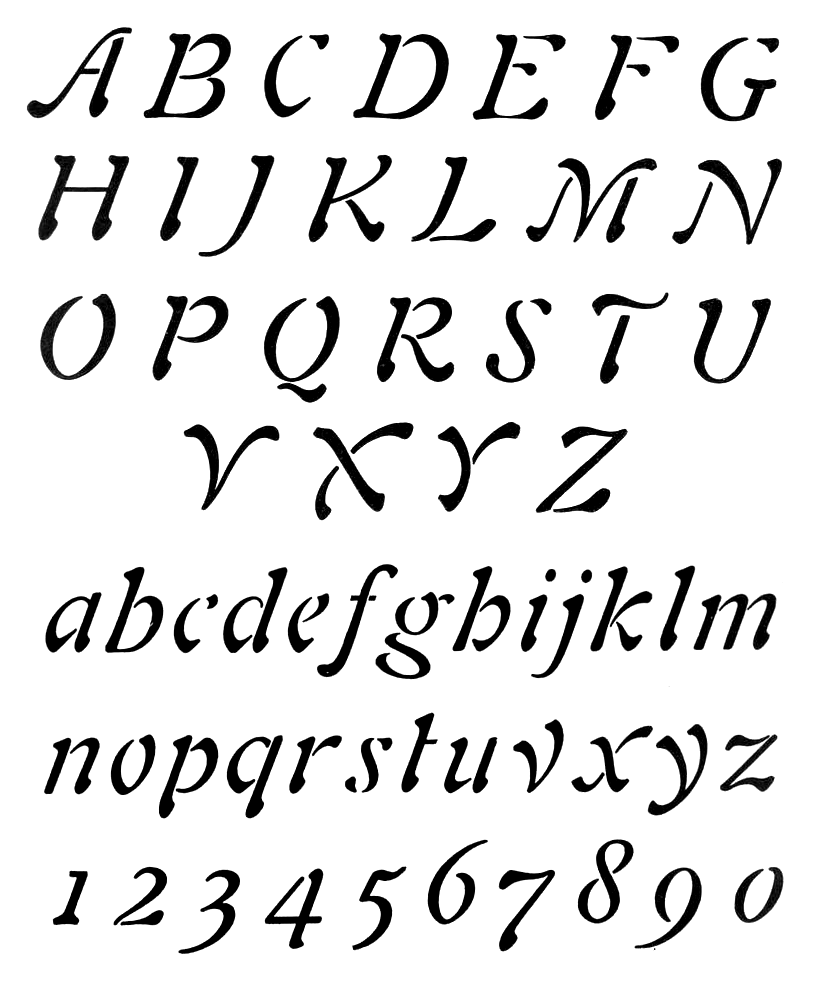
Auriol italique (1901).
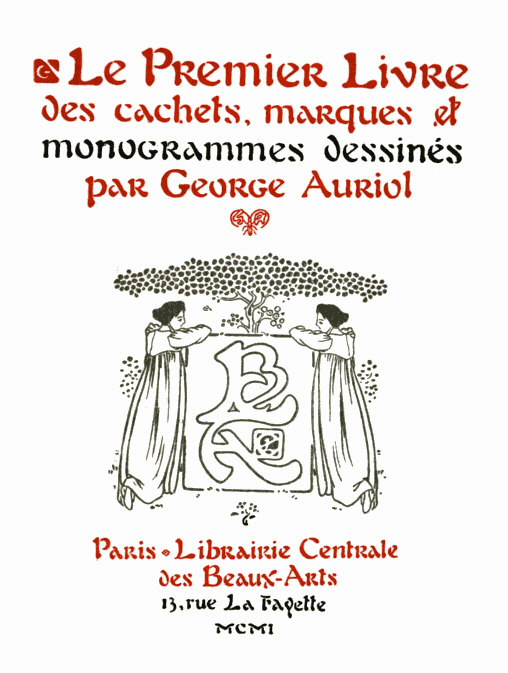
Page de couverture composée en Auriol (1901).

Devant le succès, G. Peignot & Fils complète la série en créant en 1909 une police à empattement à la graisse plus épaisse, le Robur.

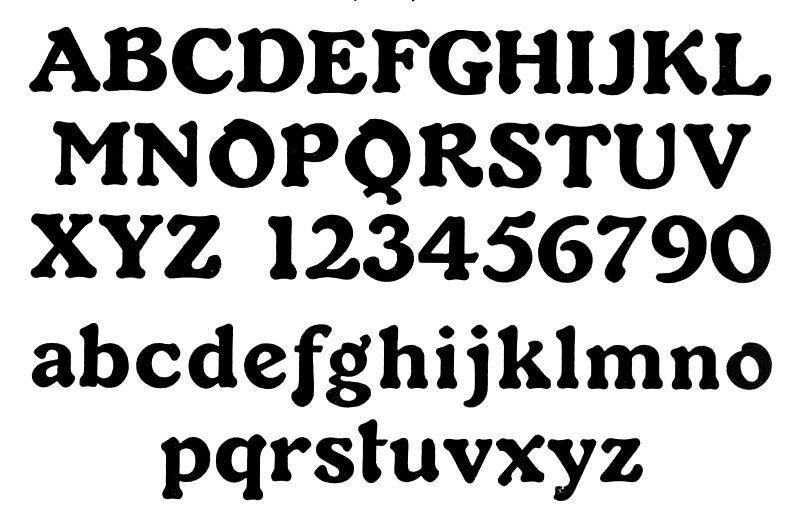
Robur (1909).
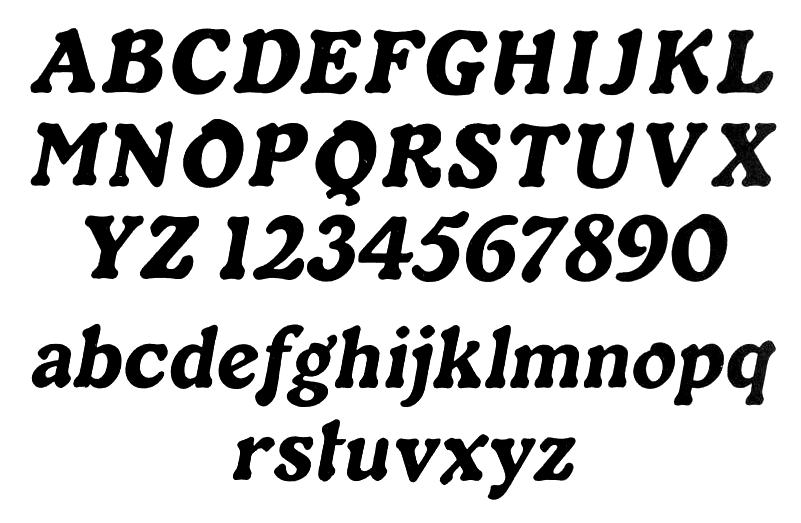
Robur penché (dans Thibaudeau, 1924).